# Grabbar med ruter i
Grabbar med ruter i är en tysk äventyrs- och familjefilm från 1931 i regi av Gerhard Lamprecht. Det är den första filmatiseringen av Erich Kästners bok Emil och detektiverna från 1929. Kästner var även med och skrev filmens manus tillsammans med Billy Wilder. Filmen blev framgångsrik även utanför Tyskland.

## Rollista
- Rolf Wenkhaus - Emil Tischbein
- Fritz Rasp - Grundeis
- Käthe Haack - Frau Tischbein
- Olga Engl - Grossmama Tischbein
- Rudolf Biebrach - Jeschke
- Inge Landgut - Pony Hütchen
- Hans Joachim Schaufuß - Gustav
- Hans Richter - Fliegender Hirsch